# Johann von Hall
Johann von Hall – auch Johann von Halle – (* 1524 in Minden; † 7. August 1588 in Oldenburg) war ein deutscher Jurist und Politiker.

## Leben
Hall war der uneheliche Sohn des braunschweigischen Rats Franz von Halle (1490–1553) und besuchte die Schulen in Lübbecke, Osnabrück und Hannover. Ab 1540 studierte er Rechtswissenschaft an der Universität Wittenberg. Unter anderem waren Kilian Goldstein und Veit Windsheim seine Lehrer. Durch seinen Lehrer Hieronymus Schurff wurde er im Hause Martin Luthers eingeführt. Nach einem Praktikum beim Reichskammergericht
in Speyer setzte Hall seine Ausbildung an der Universität Siena fort und beendete dieses Studium mit seiner Promotion zum „Doctor iuris utriusque“. Er kehrte nach Speyer zurück und ließ sich dort als Rechtsanwalt nieder. 1552 berief ihn Fürst Heinrich III. zu seinem Ratgeber.
Später wechselte er in gleicher Funktion zu dessen Verwandten, dem Erzbischof von Bremen, Christoph von Braunschweig-Wolfenbüttel. 1569 ernannte auch Graf Anton I. von Oldenburg (1505–1573) den inzwischen bekannten und bewährten Juristen zum auswärtigen Gutachter und Berater mit dem Titel Rat von Haus aus. Als Graf Johann VII. 1573 die Regierungsgeschäfte übernahm und das Gerichtswesen und die Verwaltung der Oldenburg reorganisierte, ernannte er Hall am 20. März 1573 zum Kanzler sowie zum Leiter der gräflichen Kanzlei, die nun erweiterte Kompetenzen erhielt und als Obergericht sowie als Arbeitsstab des Landesherrn in allen Regierungsangelegenheiten fungierte. Neben dem jeweiligen Landdrosten von Oldenburg erhielt Hall damit eine entscheidende Stellung in der Politik und Verwaltung der Grafschaft, die er bis zu seinem Tode innehatte. Sein Nachfolger wurde der ebenfalls aus Minden stammende Jurist Heinrich Bulle.

## Familie
Hall war verheiratet mit Marie geb. von Wendt. Der Ehe entstammten zwei Söhne und drei Töchter.